# Антаблемент

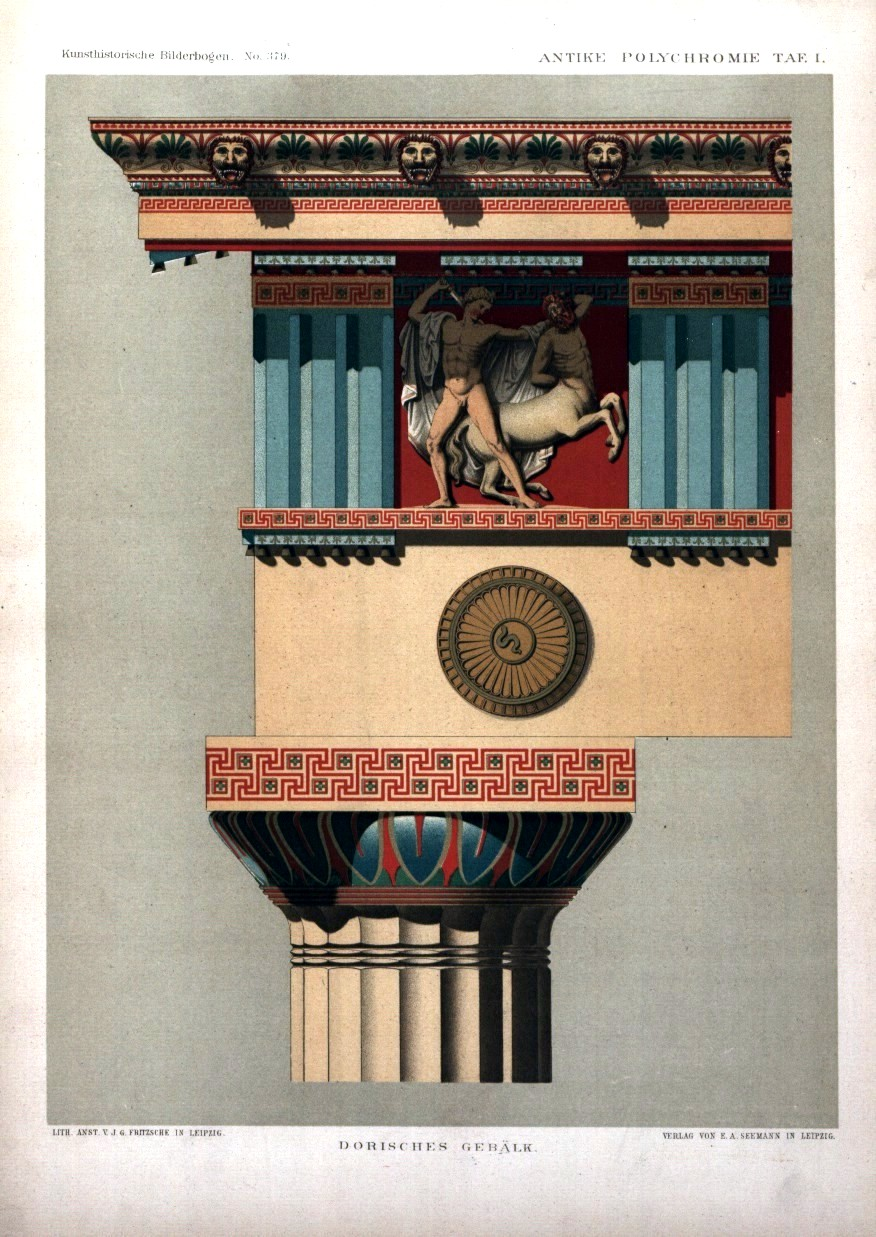
Антаблемент (карниз, фриз й архітрав) доричного храму

Антаблеме́нт (фр. entablement, від лат. tabula — «стіл, дошка») — верхня горизонтальна частина споруди, яка зазвичай спирається на колони, — складовий елемент класичного архітектурного ордера.
Антаблемент виник на основі дерев'яного балкового перекриття на дерев'яних колонах і у своїх формах відображає його структуру.
В класичному будівни́цтві антаблемент складається з трьох основних частин:
1. Архітрав — тримальна частина у вигляді балки, що спирається на колони
2. Фриз — зі скульптурними прикрасами, що спирається на архітрав
3. Карниз — який спирається на архітрав, і вінчає частину

Інколи вживаються:
- Неповний антаблемент — без фриза
- Полегшений антаблемент — без архітрава
- Розкріпований антаблемент — увінчує стіну і випнуті напівколони або пілястри

Інше з'єднання горизонтальних елементів притаманне ордерним композиціям стародавнього єгипетського, егейського, перського, індійського, китайського, давньоамериканського, а також середньовічного будівництва.